# Temnora obscurascens
Temnora obscurascens är en fjärilsart som beskrevs av Embrik Strand 1913. Temnora obscurascens ingår i släktet Temnora och familjen svärmare. Inga underarter finns listade i Catalogue of Life.